# Gustafshamns herrgård

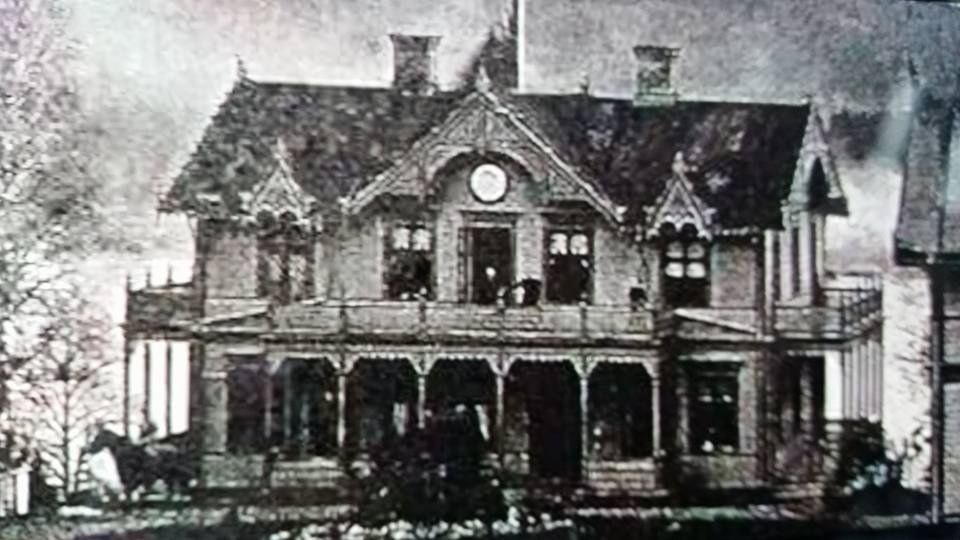
Gustafshamns herrgård, 1896

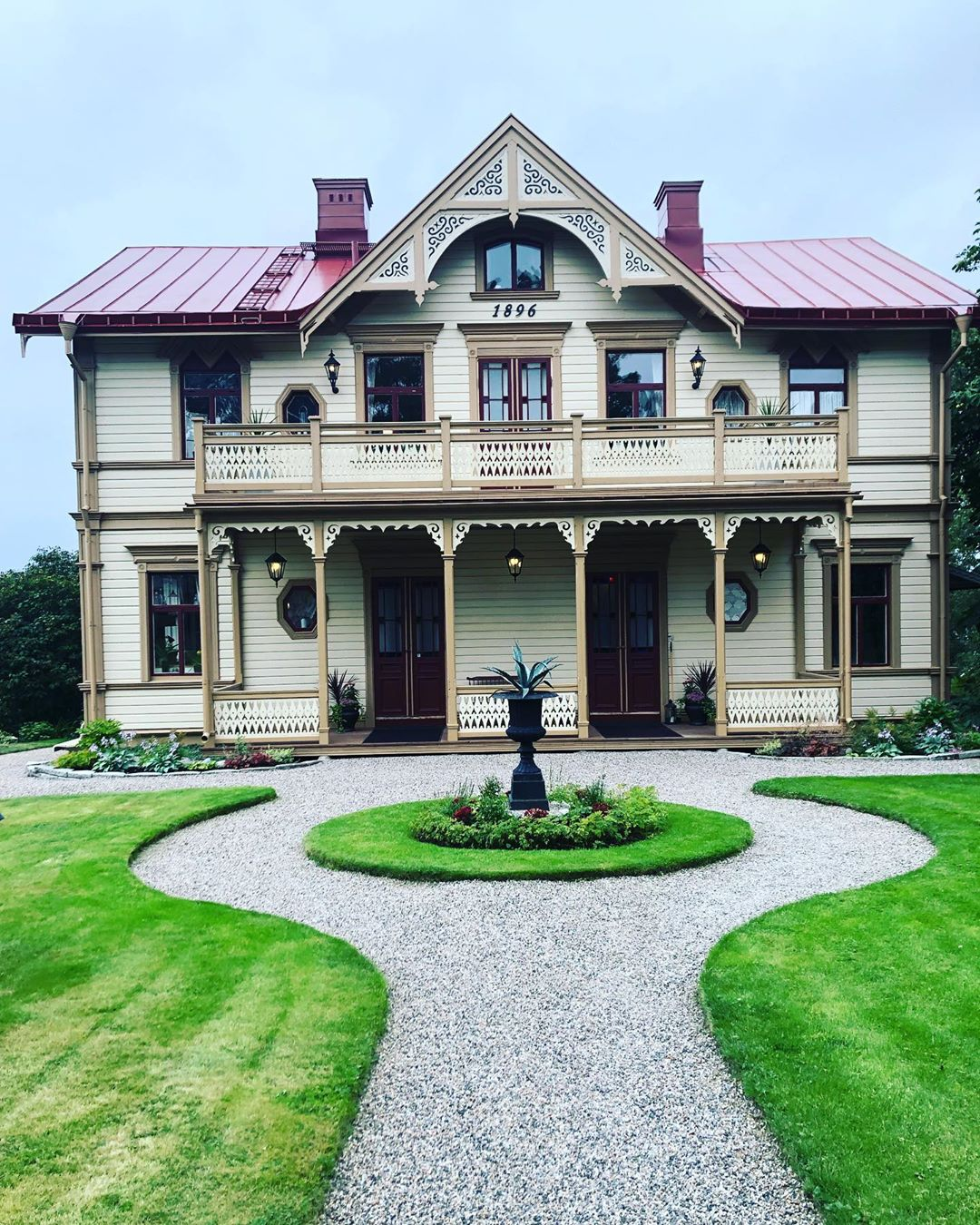
Gustafshamns herrgård, 2019

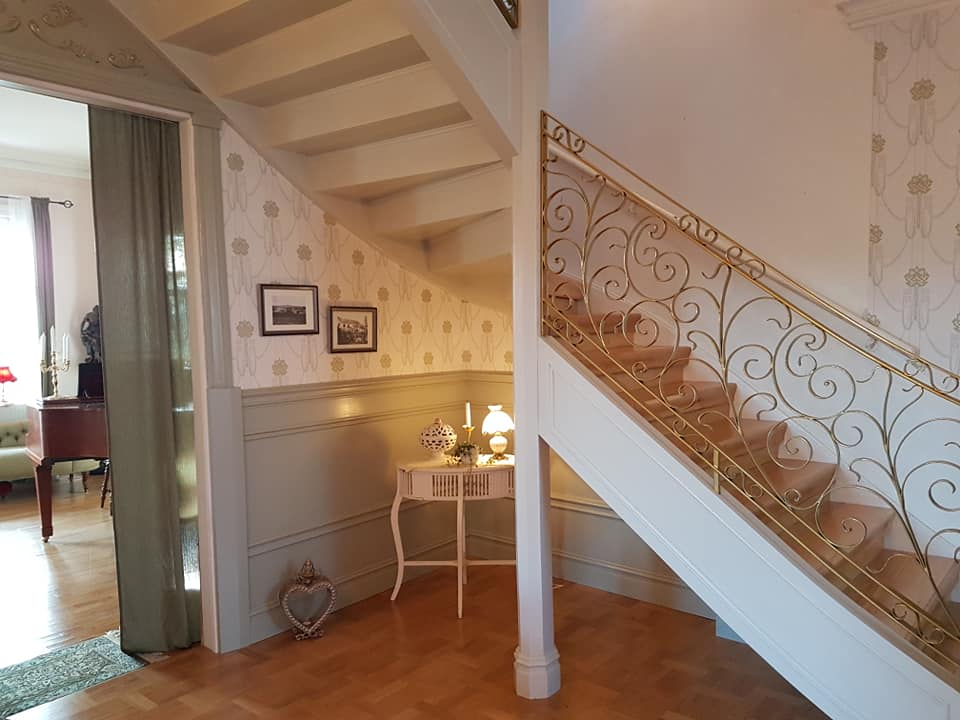
Gustafshamns herrgård (inomhus), 2018

Gustafshamns herrgård (även kallad Gustavshamns herrgård) är en herrgård belägen vid Älva på Alnön, Sundsvalls kommun. Herrgården byggdes mellan 1892 och 1896, innan dåvarande ägaren, Gustaf Andersen, blev tvungen att sälja.
Herrgården har använts som boende. När huset byggdes fanns ingen el, därför placerade man kaminer i varje rum. Idag finns endast fyra kaminer kvar i herrgården. Huset har sedan 2006, då Magnus Olofsson och Therese Torgnysdotter tog över huset som ett renoveringsobjekt, genomgått en stor del renoveringar.
Den stora restaureringen uppmärksammades när SPF Seniorerna, med Nils Johan Tjärnlund som ciceron, besökte herrgården under en herrgårdsresa i Medelpad.